# Kajto
 (janvier 2021).
Si vous disposez d'ouvrages ou d'articles de référence ou si vous connaissez des sites web de qualité traitant du thème abordé ici, merci de compléter l'article en donnant les références utiles à sa vérifiabilité et en les liant à la section « Notes et références ».

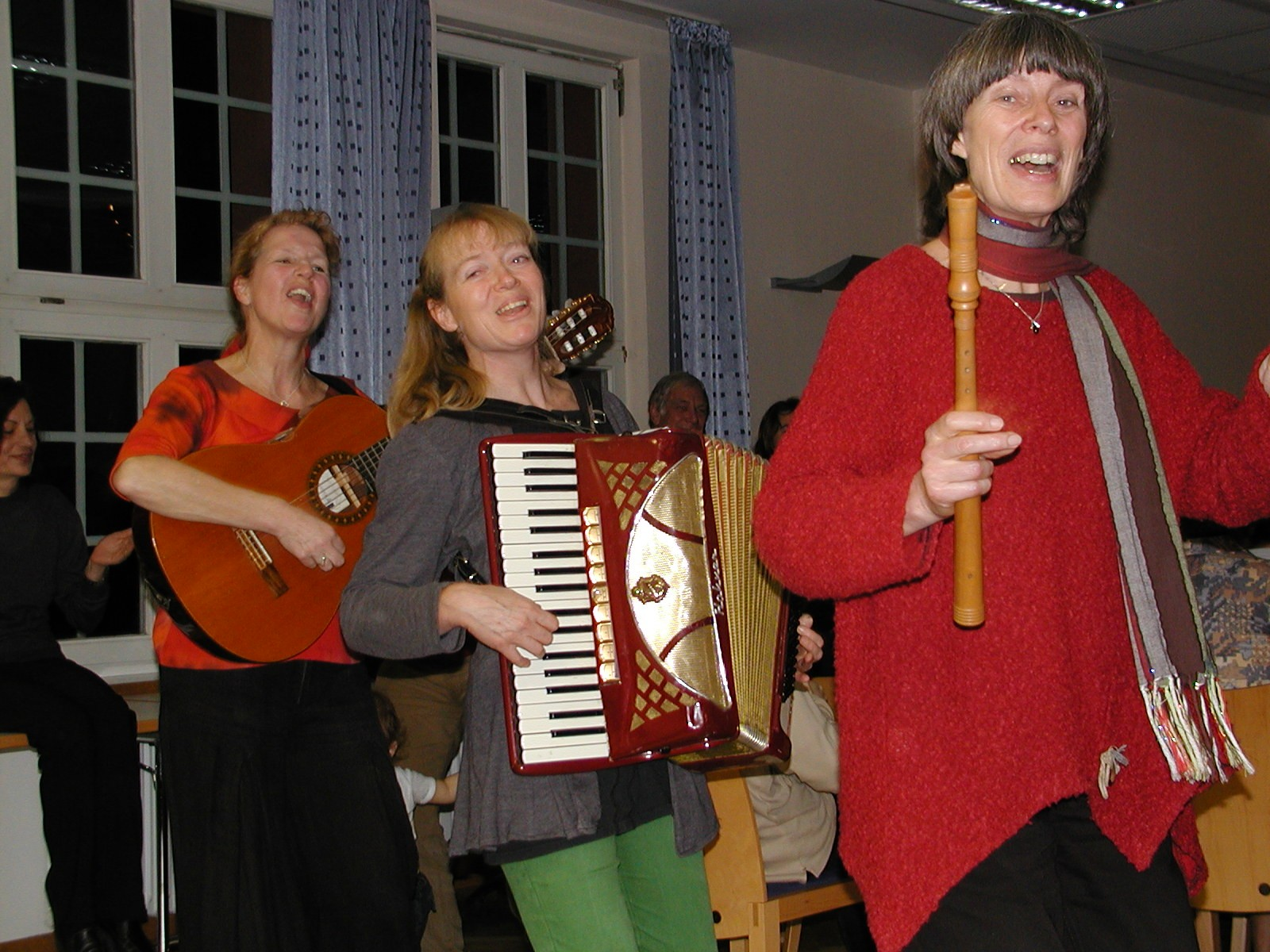
Le groupe Kajto

Kajto est un groupe de musique de Frise (Pays-Bas), dont les chansons sont principalement en espéranto, ainsi qu’en néerlandais, en frison occidental et en anglais. Le répertoire de Kajto est marqué par le folklore de divers pays et se compose de musique populaire, chants marins, canons et danse populaire. Lors de leurs concerts, les chanteurs invitent le public à participer en chantant.

## Membres
Le groupe comprend à l’origine quatre membres :
- Nanne Kalma : chant, guitare, mandoline, harmonicas, violon
- Marita Kruijswijk : chant, flûte à bec
- Ankie van der Meer (eo) : chant, guitare, banjo
- Marian Nesse : chant, accordéon

Depuis 2011 et l’album Duope (« en duo »), le groupe s’est restreint à la présence de Nanne Kalma et Ankie van der Meer.